# Rozložná
Rozložná (Hongaars: Hámosfalva) is een Slowaakse gemeente in de regio Košice, en maakt deel uit van het district Rožňava.
Rozložná telt 195 inwoners.